# Форест (Вірджинія)
Форест (англ. Forest) — переписна місцевість (CDP) в США, в округах Бедфорд і Кемпбелл штату Вірджинія. Населення — 11 709 осіб (2020).

## Географія
Форест розташований за координатами 37°22′30″ пн. ш. 79°16′38″ зх. д. / 37.37500° пн. ш. 79.27722° зх. д. (37.374934, -79.277149).  За даними Бюро перепису населення США в 2010 році переписна місцевість мала площу 35,90 км², з яких 35,58 км² — суходіл та 0,32 км² — водойми.

## Демографія
Згідно з переписом 2010 року, у переписній місцевості мешкало 9106 осіб у 3699 домогосподарствах у складі 2586 родин. Густота населення становила 254 особи/км².  Було 3922 помешкання (109/км²).
Расовий склад населення:
| - 87,8 % — білих - 7,2 % — чорних або афроамериканців - 3,0 % — азіатів - 0,1 % — корінних американців |

До двох чи більше рас належало 0,9 %. Частка іспаномовних становила 2,9 % від усіх жителів.
За віковим діапазоном населення розподілялося таким чином: 23,5 % — особи молодші 18 років, 61,5 % — особи у віці 18—64 років, 15,0 % — особи у віці 65 років та старші. Медіана віку мешканця становила 43,0 року. На 100 осіб жіночої статі у переписній місцевості припадало 92,1 чоловіків;  на 100 жінок у віці від 18 років та старших — 88,3 чоловіків також старших 18 років.
Середній дохід на одне домашнє господарство  становив 79 959 доларів США (медіана — 68 529), а середній дохід на одну сім'ю — 95 715 доларів (медіана — 83 563). Медіана доходів становила 61 094 долари для чоловіків та 38 144 долари для жінок. За межею бідності перебувало 7,6 % осіб, у тому числі 7,2 % дітей у віці до 18 років та 5,8 % осіб у віці 65 років та старших.
Цивільне працевлаштоване населення становило 5159 осіб. Основні галузі зайнятості: освіта, охорона здоров'я та соціальна допомога — 30,4 %, виробництво — 11,5 %, науковці, спеціалісти, менеджери — 11,2 %.